# Associazione Calcistica Perugia Calcio 2011-2012
Questa voce raccoglie le informazioni riguardanti l'Associazione Calcistica Perugia Calcio nelle competizioni ufficiali della stagione 2011-2012.

## Stagione
Con il ritorno nel calcio professionistico dopo un solo anno in Serie D, il Perugia cambia la sua denominazione societaria da Associazione Sportiva Dilettantistica Perugia Calcio ad Associazione Calcistica Perugia Calcio.
La stagione 2011-2012 vede la seconda promozione consecutiva dei grifoni – un filotto sino ad allora mai riuscito nella storia dei biancorossi –, che dominano il girone B della Seconda Divisione e approdano in Prima Divisione. Sempre competitivi durante tutto l'arco della stagione, con solo due flessioni a gennaio e all'inizio della primavera, il 25 aprile, grazie alla vittoria ottenuta in trasferta contro il Fano per 3-1 (rete di Balistreri e doppietta di Ferri Marini) gli umbri vincono il girone con il punteggio record di 87 punti, distanziando le dirette inseguitrici Catanzaro e Vigor Lamezia rispettivamente di quattro e sette lunghezze; oltre alla promozione diretta i biancorossi acquisiscono il diritto a disputare la Supercoppa di Seconda Divisione contro la vincente del girone A. Il club perugino chiude il proprio torneo con una media superiore a quella siglata dalla Florentia Viola nel 2002-2003, mettendo inoltre a referto il primato di tredici vittorie esterne (su ventisei totali, record stagionale). Trascinatore della squadra è il bomber e capitano Giampiero Clemente, che con 23 centri è vicecapocannoniere del girone (dietro solo a Giordano Fioretti del Gavorrano). Alla fine del campionato la squadra vanta il terzo migliore attacco del girone B con 65 reti segnate (dietro a Catanzaro e Gavorrano) nonché la seconda migliore difesa (29 gol subiti, come il Catanzaro, e dietro solo alla Vigor Lamezia). Il 20 maggio 2012, a coronamento di una stagione di successi, arriva anche il trionfo nella supercoppa di categoria, dove il Perugia batte nella doppia finale il Treviso, grazie alla vittoria esterna per 2-1 allo stadio Omobono Tenni e all'ininfluente sconfitta casalinga per 0-1. Non altrettanto fortunato è il cammino in Coppa Italia Lega Pro, dove i biancorossi sono eliminati al secondo turno dal Pisa.
Nonostante l'ottima annata sul piano agonistico il club attraversa una rivoluzione sul piano societario: il 12 gennaio 2012, con la squadra prima in classifica, il presidente Roberto Damaschi rimette il mandato assieme a tutto il consiglio di amministrazione. Contestualmente Giovanni Moneti, già socio di minoranza del Perugia, viene nominato nuovo amministratore unico della società, mentre l'altro socio di minoranza Massimiliano Santopadre viene confermato vicepresidente e responsabile del settore giovanile. Il 14 marzo successivo viene ufficializzato il passaggio di proprietà del club, con Moneti e Santopadre che acquistano le quote di Damaschi e diventano azionisti di maggioranza del Perugia al 55%: la carica di amministratore unico passa così a Santopadre, mentre Moneti assume il titolo di consigliere.

## Divise e sponsor
In questa stagione il Perugia utilizza divise da gioco Puma, fornite dal distributore umbro Tecnosport. Lo sponsor di maglia è per il secondo anno Liomatic, azienda perugina di distribuzione automatica.
La prima casacca è quella classica, con maglia rossa, pantaloncini bianchi e calzettoni rossi. Ricalca la tradizione anche la seconda divisa, a colori invertiti, con maglia bianca, pantaloncini rossi e calzettoni bianchi. È presente anche una terza muta da trasferta, in completo blu scuro. Nel dicembre del 2011, per sostenere la candidatura congiunta delle città di Perugia e Assisi a capitale europea della cultura (PerugiAssisi 2019), viene ideata una speciale divisa, realizzata direttamente da Tecnosport, che si rifà a quella storica del Perugia dei miracoli, e che reca sulla manica sinistra il logo della candidatura; questa è stata spesso utilizzata come maglia casalinga durante la seconda parte della stagione. Su tutte le casacche, sul lato destro del petto, è cucita la coccarda tricolore di detentori della Coppa Italia di Serie D.
| Casa | Trasferta | Terza divisa | Divisa '79 |

## Organigramma societario
Area direttiva
- Presidente: Roberto Damaschi (fino al 12 gennaio 2012), poi carica vacante
- Vicepresidente: Massimiliano Santopadre (fino al 14 marzo 2012), poi carica vacante
- Amministratore unico: Giovanni Moneti (dal 12 gennaio al 14 marzo 2012), poi Massimiliano Santopadre (dal 14 marzo 2012)
- Consigliere: Giovanni Moneti (dal 14 marzo 2012)
- Direttore generale: Luigi Agnolin

Area organizzativa
- Segretario generale: Ilvano Ercoli
- Team manager: Simone Rubeca

Area comunicazione
- Ufficio stampa: Rosanna Fella

Area tecnica
- Direttore area tecnica: Alvaro Arcipreti
- Allenatore: Pierfrancesco Battistini
- Allenatore in seconda: Mirco Barbetta
- Preparatore atletico: Luca Boncompagni
- Preparatore dei portieri: Marco Bonaiuti

Area sanitaria
- Responsabile sanitario: Prof. Giuliano Cerulli
- Medici sociali: Dott. Giuseppe De Angelis, Dott. Ermanno Trinchese, Dott. Mauro Faleburle, Dott. Antonio Ceravolo
- Massaggiatore: Leonello Tosti
- Massofisioterapista: Renzo Luchini

Staff
- Magazzinieri: Gino Bettucci, Fausto Maccarelli
- Addetto allo stadio: Sergio Militi

## Rosa
| N. |                    | Ruolo | Calciatore           |
| -- | ------------------ | ----- | -------------------- |
|    | Italia (bandiera)  | P     | Nicola Braccalenti   |
|    | Italia (bandiera)  | P     | Pasquale Despucches  |
|    | Italia (bandiera)  | P     | Daniele Giordano     |
|    | Italia (bandiera)  | D     | Matteo Anania        |
|    | Italia (bandiera)  | D     | Pierluigi Borghetti  |
|    | Italia (bandiera)  | D     | Luca Cacioli         |
|    | Italia (bandiera)  | D     | Nicolò Curti         |
|    | Italia (bandiera)  | D     | Simone Di Dio        |
|    | Italia (bandiera)  | D     | Daniele Proietti     |
|    | Italia (bandiera)  | D     | Niccolò Pupeschi     |
|    | Italia (bandiera)  | D     | Adriano Russo        |
|    | Italia (bandiera)  | D     | Andrea Zanchi        |
|    | Italia (bandiera)  | C     | Alessio Benedetti    |
|    | Italia (bandiera)  | C     | Alessandro Borgese   |
|    | Brasile (bandiera) | C     | Eduardo Luis Carloto |

| N. |                      | Ruolo | Calciatore                    |
| -- | -------------------- | ----- | ----------------------------- |
|    | Italia (bandiera)    | C     | Gianmarco Giuliacci           |
|    | Italia (bandiera)    | C     | Nicolò Luchini                |
|    | Italia (bandiera)    | C     | Daniel Margarita              |
|    | Italia (bandiera)    | C     | Francesco Mocarelli           |
|    | Italia (bandiera)    | C     | Alessio Moneti                |
|    | Italia (bandiera)    | C     | Marco Moscati                 |
|    | Italia (bandiera)    | C     | Michele Sansotta              |
|    | Italia (bandiera)    | A     | Pietro Balistreri             |
|    | Argentina (bandiera) | A     | Sebastián Bueno               |
|    | Italia (bandiera)    | A     | Giampiero Clemente (capitano) |
|    | Italia (bandiera)    | A     | Daniele Ferri Marini          |
|    | Italia (bandiera)    | A     | Niccolò Gucci                 |
|    | Italia (bandiera)    | A     | Ettore Padovani               |
|    | Italia (bandiera)    | A     | Romano Tozzi Borsoi           |

## Risultati

### Lega Pro Seconda Divisione

#### Girone di andata
| Arbitro: | Aloisi (Avezzano) |

|                              |           |                     |
| Varriale 13’ F. Castaldo 39’ | Marcatori | 42’ (rig.) Clemente |

| Arbitro: | Mangialardi (Pistoia) |

|                                             |           |                            |
| Gucci 2’ Clemente 13’, 40’ Ferri Marini 54’ | Marcatori | 48’ Berardino 76’ La Carra |

| Arbitro: | Zivelli (Torre Annunziata) |

|  |           |                        |
|  | Marcatori | 56’ Clemente 81’ Gucci |

| Arbitro: | Rocca (Vibo Valentia) |

|                               |           |                |
| Clemente 57’ Tozzi Borsoi 84’ | Marcatori | 44’ L. Orlando |

| Arbitro: | Caso (Verona) |

|                |           |                        |
| Balistreri 21’ | Marcatori | 23’ Clemente 80’ Gucci |

| Arbitro: | Casaluci (Lecce) |

|  |           |              |
|  | Marcatori | 77’ Imparato |

| Arbitro: | Monaco (Tivoli) |

|  |           |              |
|  | Marcatori | 81’ Clemente |

| Arbitro: | Fanton (Lodi) |

|                              |           |                |
| Ferri Marini 6’ Clemente 29’ | Marcatori | 20’ F. Bonanno |

| Arbitro: | Manganiello (Pinerolo) |

|  |           |               |
|  | Marcatori | 90+1’ Moscati |

| Arbitro: | Ripa (Nocera Inferiore) |

|  |           |                                |
|  | Marcatori | 87’ Accursi 90+2’ D. Gigliotti |

| Arbitro: | Ghersini (Genova) |

|             |           |              |
| Doukara 83’ | Marcatori | 81’ Padovani |

| Arbitro: | Bellutti (Trento) |

|              |           |            |
| Clemente 54’ | Marcatori | 28’ Rosati |

| Arbitro: | Pasqua (Tivoli) |

|  |           |                             |
|  | Marcatori | 39’ Clemente 72’ E. Carloto |

| 7 novembre 2011 14ª giornata |  | – Turno di riposo Perugia |  |  |

| Arbitro: | Giovani (Grosseto) |

|                                 |           |           |
| Clemente 28’, 43’ Mocarelli 54’ | Marcatori | 47’ Broso |

| Milazzo 16 novembre 2011 16ª giornata | Milazzo          | 0 – 0 | Perugia | Stadio Grotta Polifemo\| Arbitro: \| Fiore (Barletta) \| |
| Arbitro:                              | Fiore (Barletta) |       |         |                                                          |

| Arbitro: | Chiffi (Padova) |

|                                           |           |           |
| A. Benedetti 3’, 8’ Bueno 47’ Moscati 75’ | Marcatori | 38’ Cossu |

| Arbitro: | Colarossi (Roma) |

|                            |           |  |
| Tozzi Borsoi 74’ Bueno 83’ | Marcatori |  |

| Arbitro: | Coccia (San Benedetto del Tronto) |

|  |           |              |
|  | Marcatori | 42’ Clemente |

| Arbitro: | Pezzuto (Lecce) |

|                                                 |           |                              |
| Cerchia 45+1’ M. Anania 54’ Clemente 58’ (rig.) | Marcatori | 52’ M. Mancosu 82’ Lattanzio |

| Arbitro: | Melidoni (Frattamaggiore) |

|  |           |                            |
|  | Marcatori | 52’ Clemente 69’ Margarita |

#### Girone di ritorno
| Perugia 6 gennaio 2012 22ª giornata | Perugia       | 0 – 0 | Aversa Normanna | Stadio Renato Curi\| Arbitro: \| Fanton (Lodi) \| |
| Arbitro:                            | Fanton (Lodi) |       |                 |                                                   |

| Arbitro: | Aureliano (Bologna) |

|  |           |                  |
|  | Marcatori | 19’ Tozzi Borsoi |

| Arbitro: | Vallorani (San Benedetto del Tronto) |

|                          |           |  |
| Moscati 48’ A. Russo 50’ | Marcatori |  |

| Pagani 29 gennaio 2012 25ª giornata | Paganese       | 0 – 0 | Perugia | Stadio Marcello Torre\| Arbitro: \| Bruno (Torino) \| |
| Arbitro:                            | Bruno (Torino) |       |         |                                                       |

| Arbitro: | Paolini (Ascoli Piceno) |

|              |           |             |
| Clemente 82’ | Marcatori | 53’ S. Cruz |

| Arbitro: | Fabbri (Ravenna) |

|                |           |                |
| Castellano 22’ | Marcatori | 74’ Balistreri |

| Arbitro: | Casaluci (Lecce) |

|                                        |           |                   |
| Clemente 25’ Balistreri 67’ Zanchi 73’ | Marcatori | 90+4’ Della Penna |

| Arbitro: | Roca (Foggia) |

|                   |           |                          |
| Zanchi 38’ (aut.) | Marcatori | 74’ Moscati 88’ Clemente |

| Arbitro: | Coccia (San Benedetto del Tronto) |

|                          |           |  |
| Clemente 34’ (rig.), 78’ | Marcatori |  |

| Arbitro: | Pasqua (Tivoli) |

|            |           |  |
| Masini 13’ | Marcatori |  |

| Perugia 7 marzo 32ª giornata | Perugia           | 0 – 0 | Vibonese | Stadio Renato Curi\| Arbitro: \| Operato (Isernia) \| |
| Arbitro:                     | Operato (Isernia) |       |          |                                                       |

| Arbitro: | Ripa (Nocera Inferiore) |

|  |           |                                     |
|  | Marcatori | 47’ Ferri Marini 90+4’ A. Benedetti |

| Arbitro: | Operato (Isernia) |

|             |           |               |
| Cacioli 44’ | Marcatori | 54’ Ricciardo |

| 25 marzo 2012 35ª giornata |  | – Turno di riposo Perugia |  |  |

| Arbitro: | Ghersini (Genova) |

|                |           |                                        |
| Piccirillo 65’ | Marcatori | 2’ Clemente 18’ Cacioli 47’ Ed Carloto |

| Arbitro: | Bruno (Torino) |

|                                |           |             |
| Balistreri 51’ Borghetti 90+5’ | Marcatori | 2’ Scalzone |

| Arbitro: | Castrignanò (Brindisi) |

|               |           |                                      |
| Bartolini 40’ | Marcatori | 57’ Balistreri 62’, 68’ Ferri Marini |

| Arbitro: | Maresca (Napoli) |

|  |           |                                                   |
|  | Marcatori | 36’ A. Russo 48’ A. Benedetti 62’, 72’ Balistreri |

| Arbitro: | Dei Giudici (Latina) |

|                                 |           |               |
| Clemente 23’ (rig.) Moscati 27’ | Marcatori | 24’ Cavaliere |

| Arbitro: | Minelli (Varese) |

|                           |           |  |
| Romero 16’ M. Mancosu 39’ | Marcatori |  |

| Arbitro: | Zivelli (Torre Annunziata) |

|                               |           |               |
| Ferri Marini 44’ Clemente 53’ | Marcatori | 83’ Raffaello |

### Coppa Italia Lega Pro

#### Fase eliminatoria a gironi
| Arbitro: | Benassi (Bologna) |

|  |           |                     |
|  | Marcatori | 72’ (rig.) Clemente |

| Arbitro: | Petroni (Roma) |

|             |           |  |
| Borgese 38’ | Marcatori |  |

| Arbitro: | Coccia (San Benedetto del Tronto) |

|                |           |  |
| G. De Luca 66’ | Marcatori |  |

| Arbitro: | Castrignanò (Brindisi) |

|                            |           |  |
| Ferri Marini 49’ Gucci 75’ | Marcatori |  |

#### Fase a eliminazione diretta
| Arbitro: | Soricaro (Barletta) |

|                          |           |               |
| Gucci 54’ Bueno 64’, 87’ | Marcatori | 5’ Silva Reis |

| Arbitro: | Intagliata (Siracusa) |

|                                  |           |  |
| Giuliacci 3’ (aut.) Nicastro 25’ | Marcatori |  |

### Supercoppa di Lega di Seconda Divisione
| Arbitro: | Marini (Roma) |

|              |           |                                             |
| Reginato 88’ | Marcatori | 48’ Ferri Marini 90'+5’ (rig.) Tozzi Borsoi |

| Arbitro: | Merlino (Udine) |

|  |           |             |
|  | Marcatori | 77’ Cernuto |

## Statistiche

### Statistiche di squadra
| Competizione                    | Punti | In casa | In casa | In casa | In casa | In casa | In casa | In trasferta | In trasferta | In trasferta | In trasferta | In trasferta | In trasferta | Totale | Totale | Totale | Totale | Totale | Totale | DR  |
| Competizione                    | Punti | G       | V       | N       | P       | Gf      | Gs      | G            | V            | N            | P            | Gf           | Gs           | G      | V      | N      | P      | Gf     | Gs     | DR  |
| ------------------------------- | ----- | ------- | ------- | ------- | ------- | ------- | ------- | ------------ | ------------ | ------------ | ------------ | ------------ | ------------ | ------ | ------ | ------ | ------ | ------ | ------ | --- |
| Lega Pro Seconda Divisione      | 87    | 20      | 13      | 5       | 2       | 36      | 18      | 20           | 13           | 4            | 3            | 29           | 11           | 40     | 26     | 9      | 5      | 65     | 29     | +36 |
| Coppa Italia Lega Pro           | -     | 3       | 3       | 0       | 0       | 6       | 1       | 3            | 1            | 0            | 2            | 1            | 3            | 6      | 4      | 0      | 2      | 7      | 4      | +3  |
| Supercoppa di Seconda Divisione | -     | 1       | 0       | 0       | 1       | 0       | 1       | 1            | 1            | 0            | 0            | 2            | 1            | 2      | 1      | 0      | 1      | 2      | 2      | 0   |
| Totale                          | -     | 24      | 16      | 5       | 3       | 42      | 20      | 24           | 15           | 4            | 5            | 32           | 15           | 48     | 29     | 9      | 8      | 74     | 35     | +39 |